# Carmella DeCesare
Carmella Danielle DeCesare (Avon Lake, 1 de julho de 1982) é uma modelo erótica norte-americana que também aparaceu em lutas de wrestling, como o WWE Cyber Sunday. Competiu, entre outros, a WWE Diva Search do WWE em 2004, obtendo o segundo lugar.